# Tottenham Court Road (metropolitana di Londra)
Tottenham Court Road è una stazione della metropolitana di Londra situata all'incrocio tra le linee Central e Northern.

## Storia
La stazione è stata inaugurata il 30 luglio 1900 inserita nella Central London Railway (CLR).
I binari si trovano sotto Oxford Street a ovest di St Giles Circus, mentre l'edificio della stazione originale era in Oxford Street, progettato da Harry Bell Measures. Demolito nel 2009, è stato completamente rinnovato e riaperto al pubblico nel 2015.
Il 22 giugno 1907 è stata aperta anche la stazione sulla Charing Cross, Euston & Hampstead Railway (CCE&HR), successivamente inglobata nella linea Northern. Inizialmente questa nuova stazione si chiamava Oxford Street fino al 3 settembre 1908, quando è stato aperto un interscambio con la Central Line mantenendo il nome di Tottenham Court Road. L'edificio originale della stazione della CCE&HR è stato demolito per costruire il grattacielo Centre Point.
Durante gli anni 20 gli ascensori originali sono stati sostituiti con scale mobili
Nel 1984 gli interni della stazione sono stati rinnovati, utilizzando mosaici creati da Eduardo Paolozzi, che sono stati in parte rimossi recentemente per permettere l'espansione della stazione per la futura linea della National Rail
In seguito all'incendio di King's Cross del 18 novembre 1987, alla London Underground è stato ufficialmente chiesto di investigare sui flussi di passeggeri e di snellire i punti di congestione. All'epoca la stazione aveva quattro entrate intorno all'incrocio tra Tottenham Court Road e Oxford Street, di cui una da un sottopassaggio collegato al Centre Point. Nel 1991 è stato varato un atto del Parlamento per consentire l'espansione della stazione, che è stata completamente rinnovata a metà degli anni 10 nell'ambito del progetto Crossrail.
Nella nuova biglietteria è esposta l'opera permanente Diamonds and Circles dell'artista concettuale francese Daniel Buren.
Oltre alla costruzione della nuova stazione ferroviaria, nell'ambito del Progetto Crossrail, la stazione della metropolitana è stata ricostruita e ammodernata a metà degli anni dieci, con un intervento di 500 milioni di sterline durato 8 anni. Per consentire i lavori di ampliamento della stazione, sono stati demoliti sia il teatro Astoria che l'ingresso originale della linea Central.  Durante i lavori, le linee Central e Northern sono state chiuse alternativamente per diversi mesi per consentire lo svolgimento dei lavori di ammodernamento.
Al termine del progetto, nel 2017, sono stati realizzati:
- Una nuova biglietteria 6 volte più grande della precedente, situata sotto St Giles Circus e il piazzale di Centre Point.
- Una nuova piazza pubblica all'esterno di Centre Point, con ingressi alla stazione progettati da Hawkins\Brown
- Nuova serie di scale mobili dedicate per l'accesso alla linea Northern;
- Passaggi sotterranei nuovi e ampliati;
- Scale mobili fino all'estremità orientale della futura stazione ferroviaria lungo il Crossrail;[11]
- Abbattimento delle barriere architettoniche in tutta la stazione;
- Restauro dell'opera d'arte esistente di Eduardo Paolozzi e nuova opera d'arte nella biglietteria di Daniel Buren.

## Strutture e impianti
La stazione di Tottenham Court Road si trova nella Travelcard Zone 1.

## Interscambi
La fermata costituisce un importante interscambio con la stazione ferroviaria di Tottenham Court Road, servita dal servizio della Elizabeth Line.
Nelle vicinanze della stazione effettuano fermata numerose linee urbane automobilistiche, gestite da London Buses.
- Stazione ferroviaria (Tottenham Court Road)
- Fermata autobus

## Nella cultura di massa
- La stazione compare in una sequenza del film del 1981 Un lupo mannaro americano a Londra[16]
- Una scena del musical We Will Rock You è ambientato nella stazione di Tottenham Court Road; tra l'altro, il musical è andato in scena dal 2002 al 2014 al Dominion Theatre che si trova esattamente di fronte alla stazione[17]

## Galleria d'immagini

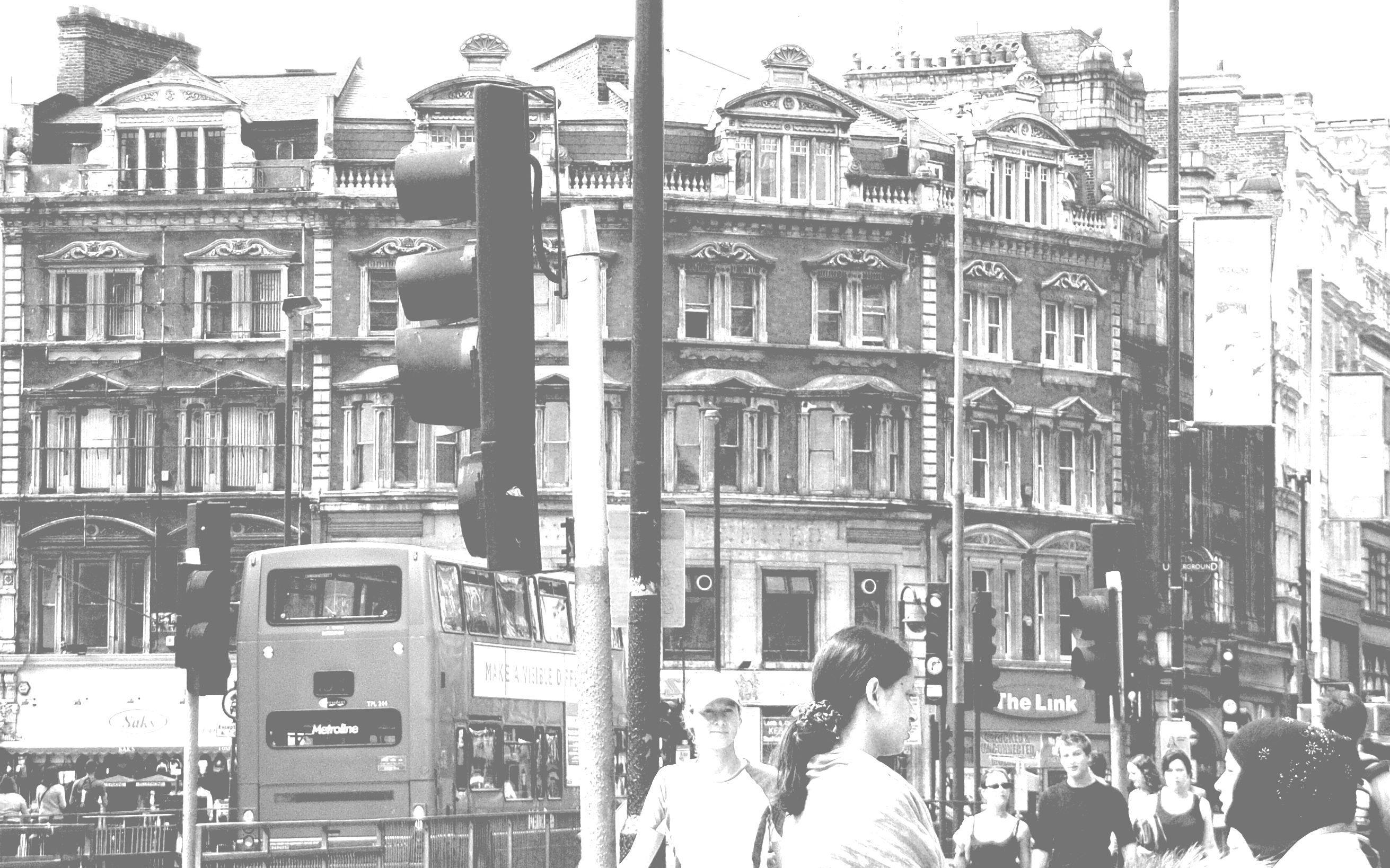
A livello strada verso New Oxford Street
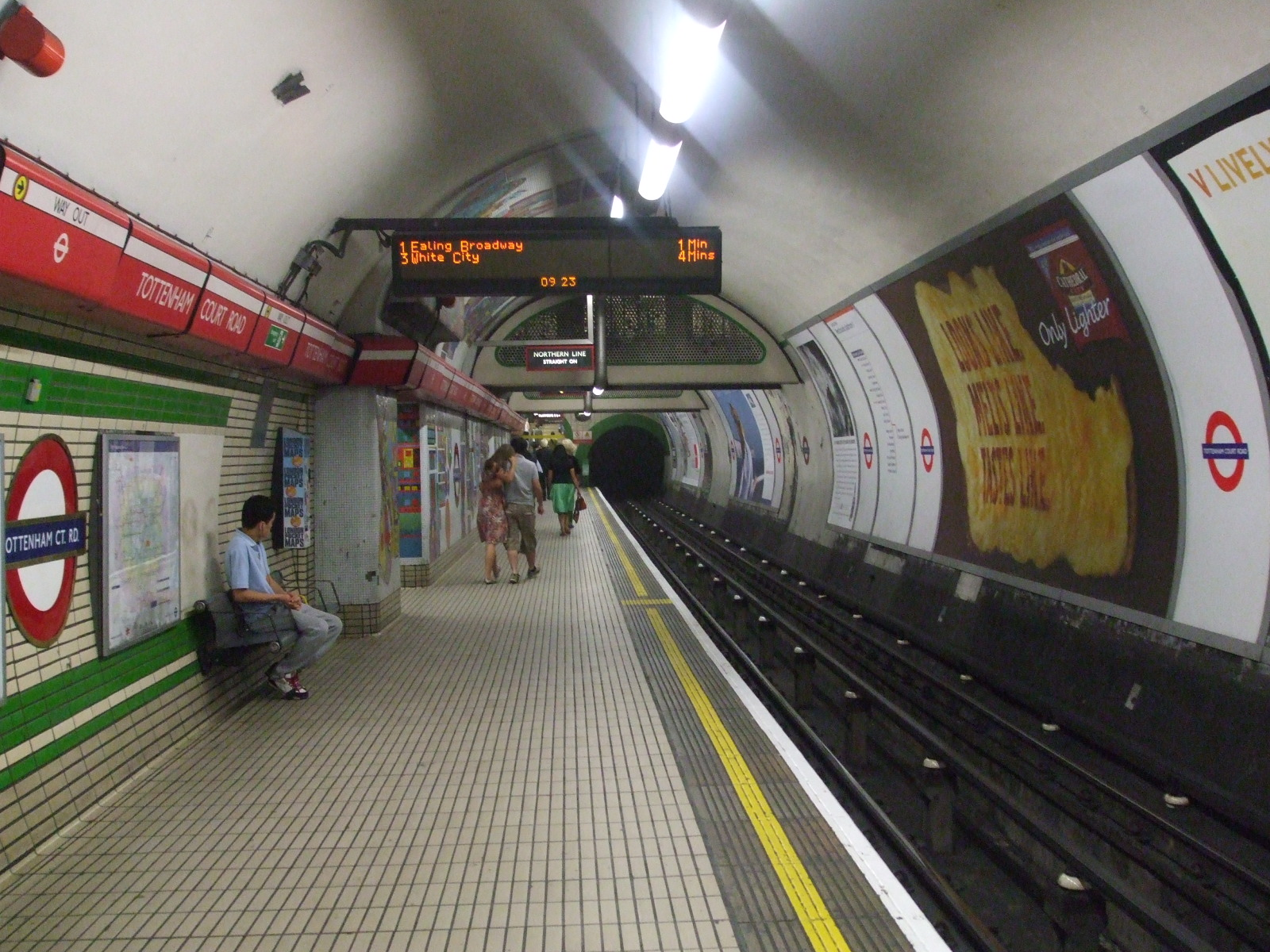
Binario ovest della Central line (prima dei lavori)
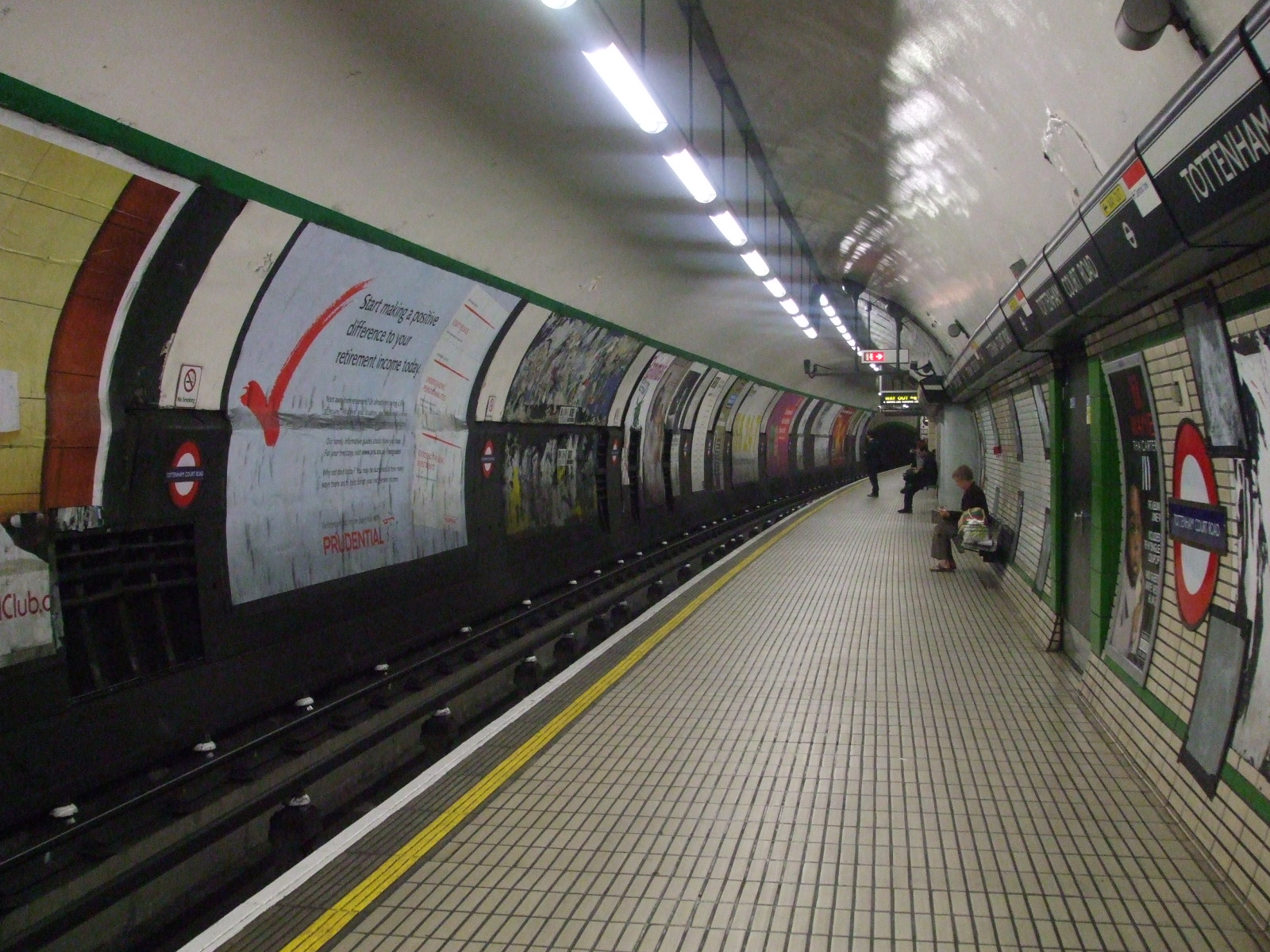
Binario nord della linea Northern (prima dei lavori)
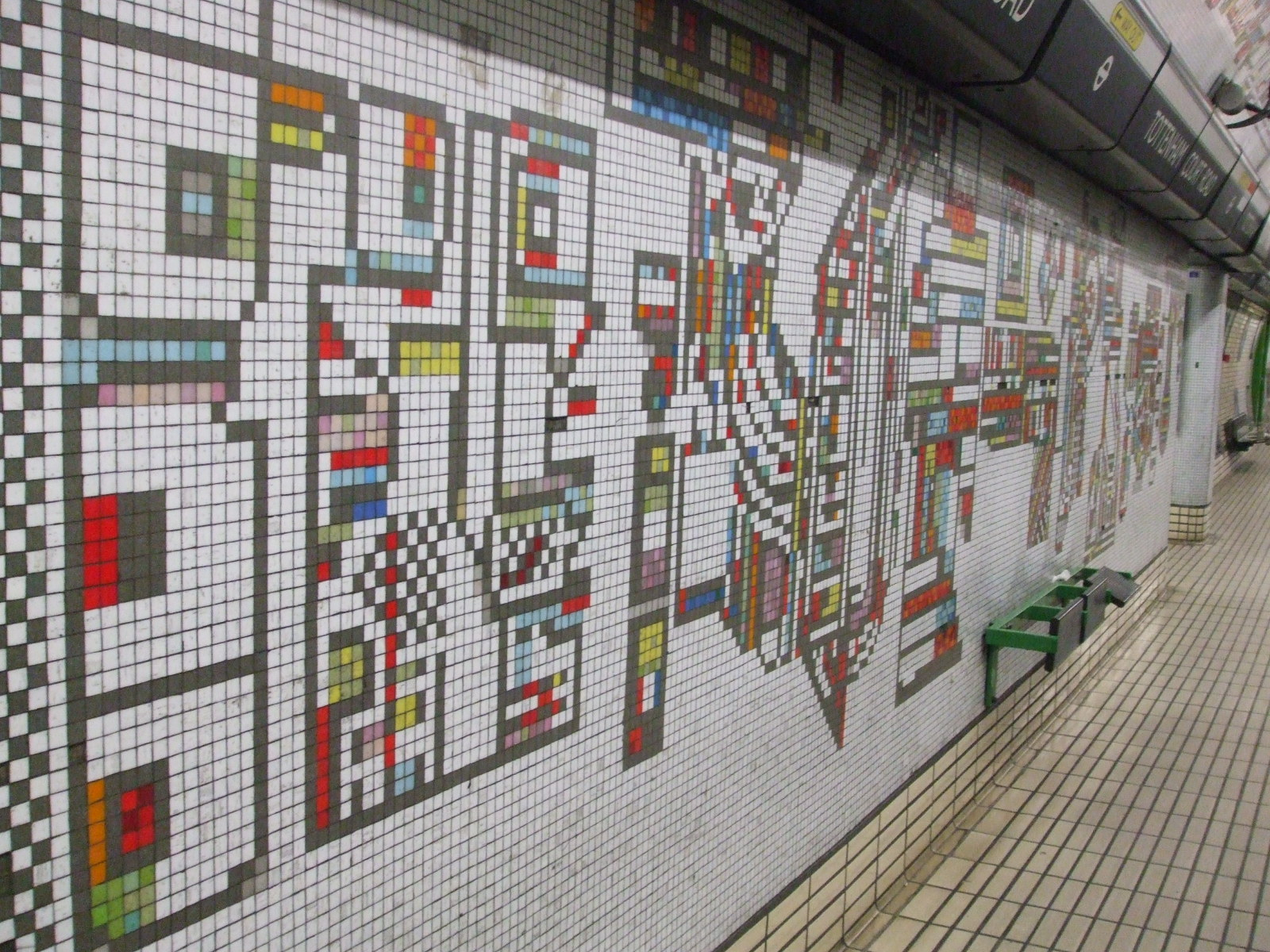
Mosaici di Eduardo Paolozzi sul binario nord della linea Northern
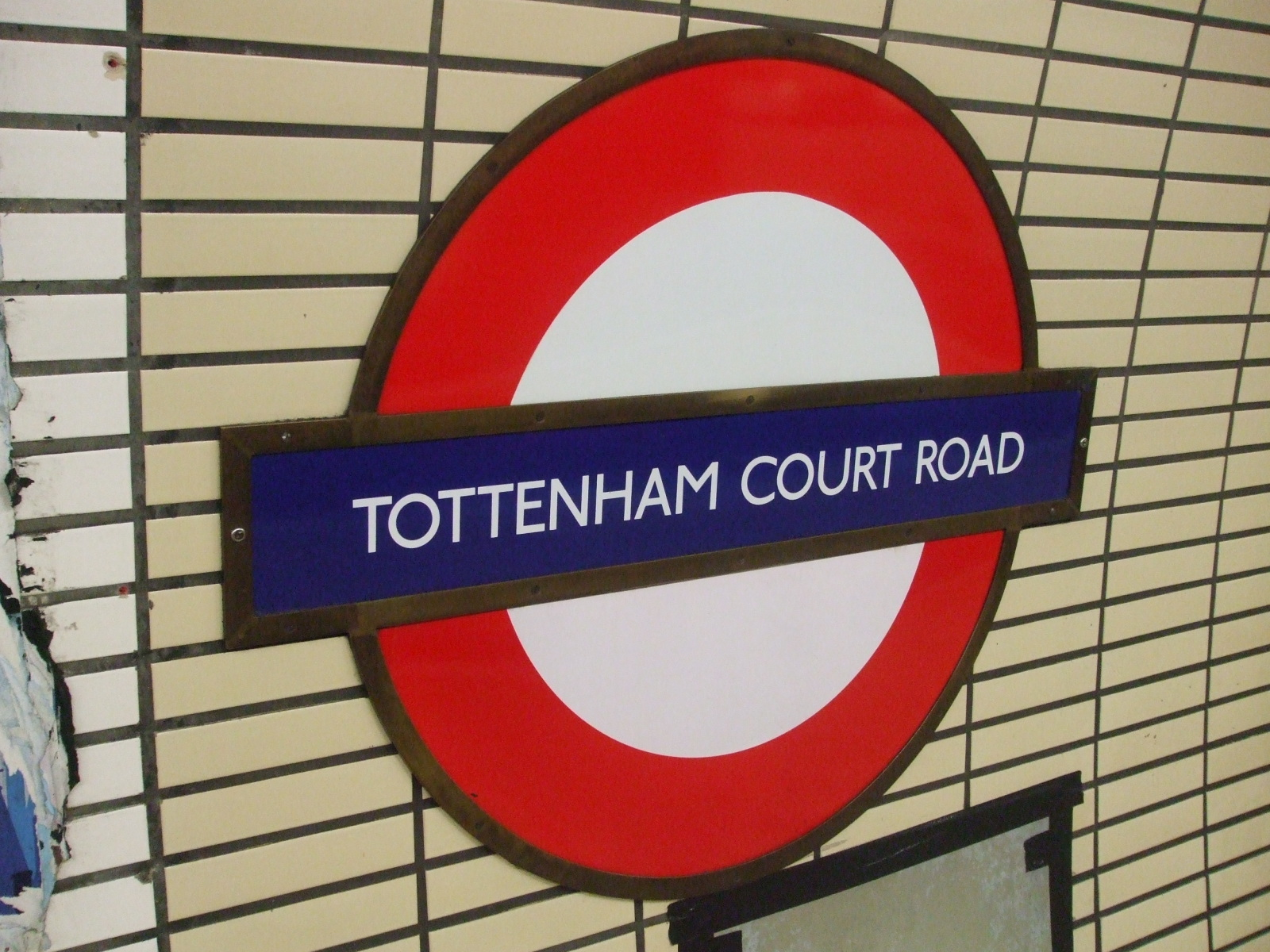
Nome della stazione sul binario nord della linea Northern
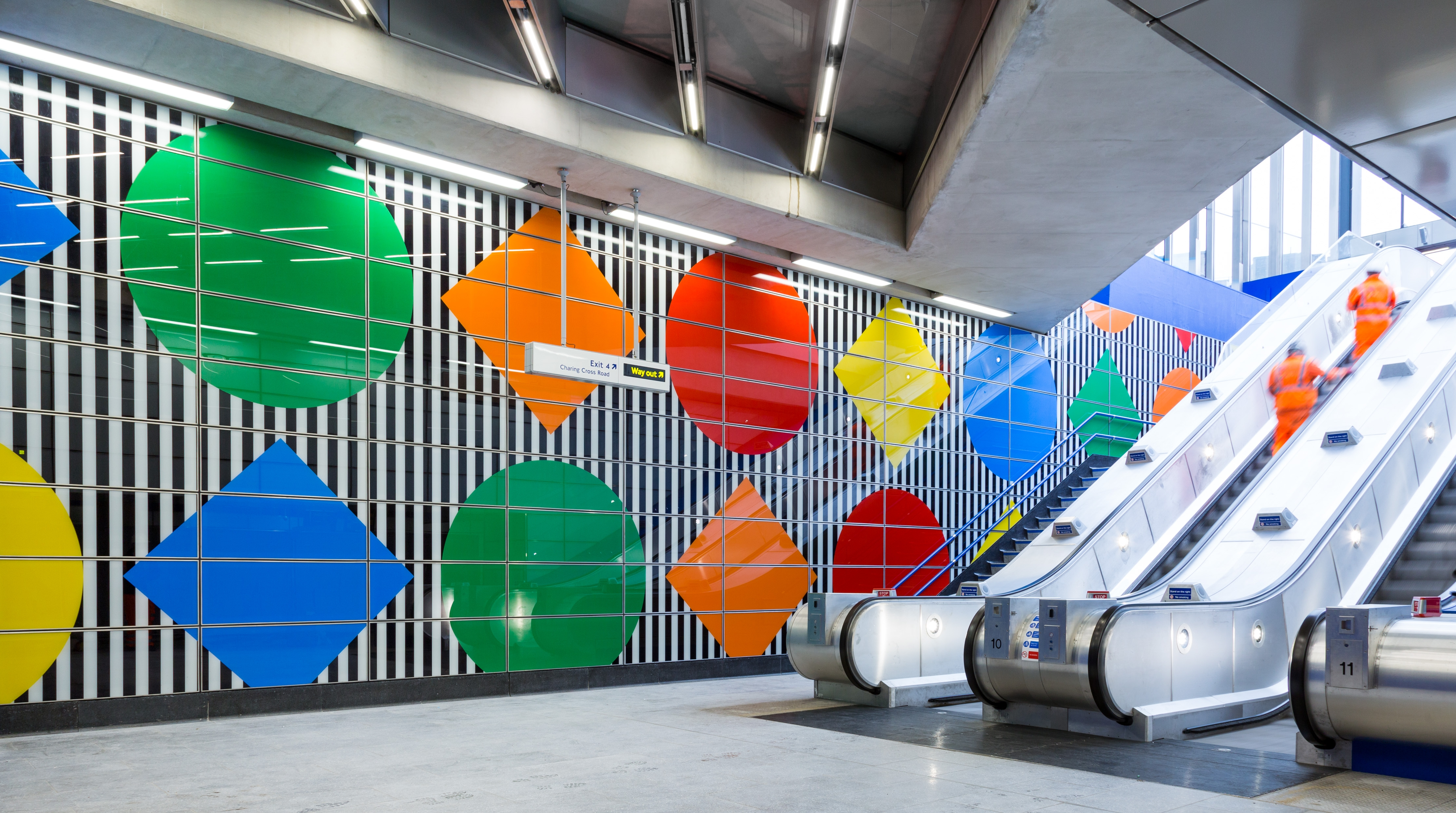
La nuova biglietteria est di Tottenham Court Road, con l'opera di Daniel Buren